# مباح
مباح در لغت به معنای روا و جایز است و در اصطلاح فقه اسلام، عملی است که انجام و ترک آن بر مکلَف مساوی است؛ نه عذابی دارد و نه پاداشی. مانند: راه رفتن.هر آنچه درموارد چهارگانه واجب حرام مستحب مکروه نباشد درقلمرو مباحات تلقی میگردد.
مقابل حرام، در شرع حلال است و آنچه را که حرام نباشد، شامل می‌شود. از این نظر حلال فراگیرنده‌تر از مباح است. یعنی هر مباحی حلال است، ولی هر حلالی مباح نیست، مانند مکروهات که حلالند، ولی مباح نیستند.
از نظر جعفر بن محمد الصادق-امام ششم شیعیان- «همهٔ اشیاء مباحند مگر آنکه مورد نهی واقع شده باشند.»